# 洛凯河畔拉代恩
洛凯河畔拉代恩（法語：Ladern-sur-Lauquet，法語發音：[ladɛʁn syʁ lokɛ] ⓘ）是法国奥德省的一个市镇，位于该省西部，属于利穆区。

## 地理
洛凯河畔拉代恩（43°6'18"N, 2°21'7"E）面积24.64 平方千米，位于法国奧克西塔尼大區奥德省，该省份为法国南部沿海省份，北起塔恩省，西北接上加龙省，西接阿列日省，南至东比利牛斯省，东临地中海，东北与埃罗省接壤。
与洛凯河畔拉代恩接壤的市镇（或旧市镇、城区）包括：法雅克昂瓦勒、格雷费伊、勒克、马代库尔、圣伊莱尔、韦尔泽耶、维拉尔昂瓦勒、维勒弗卢尔。

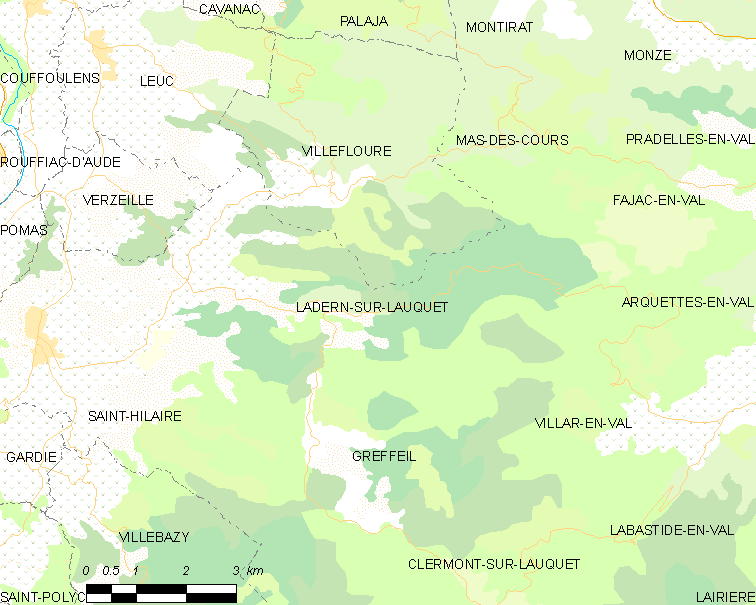
洛凯河畔拉代恩的OSM定位图

洛凯河畔拉代恩的时区为UTC+01:00、UTC+02:00（夏令时）。

## 行政
洛凯河畔拉代恩的邮政编码为11250，INSEE市镇编码为11183。

## 政治
洛凯河畔拉代恩所属的省级选区为利穆地区县。

## 人口

1962-2008年间洛凯河畔拉代恩人口变化图示

洛凯河畔拉代恩于2022年1月1日时的人口数量为257人。